# 顧國寶
顾国宝（1597年—1641年），字元善，號珠岩，南直隶扬州府通州军籍。明朝政治人物。

## 生平
志不就荫，力学甚勤。萬曆四十六年（1618年）戊午科應天鄉試舉人，天啓二年（1622年）壬戌科進士。初官平湖县知县，五年（1625年）调嘉兴，七年任本省乡试同考官，有廉能声。崇祯元年（1628年）行取，次年授吏科给事中，先后丁内外艰，崇祯十二年（1639年）復补吏科给事中，主考浙江，称得人。通州滨临江海，監察使者不时至，里民疲于供应，吏胥更夤缘为奸，宝倡为綑差法，民困少苏。十四年升兵科左给事中，卒于官，里民为立祠以祀。著有《虎啸轩集》。

## 家族
祖父顾养谦，蓟辽总督。父顾懋贤，刑部郎中。